# Pediasia huebneri
Pediasia huebneri là một loài bướm đêm trong họ Crambidae.